# Cryptococcus neoformans
Cryptococcus neoformans é uma levedura encapsulada que pode viver tanto em plantas como em animais. O seu teleomorfo é Filobasidiella neoformans, um fungo filamentoso da classe Tremellomycetes.

## Classificação
Cryptococcus neoformans inclui duas variedades (v.): C. neoformans v. neoformans e v. grubii. Uma terceira variedade, C. neoformans v. gattii, é agora considerada uma espécie distinta, Cryptococcus gattii. C. neoformans v. grubii e v. neoformans têm distribuição mundial e são frequentemente encontrados em frutas deterioradas, árvores, leite bovino, escarro de indivíduos sadios, poeira doméstica, madeira em estado de decomposição e fezes de vários tipos de aves, como canários, periquitos,papagaios, etc..O genoma de C. neoformans v. neoformans foi sequenciado e publicado em 2005. Estudos recentes sugerem que as colónias de Cryptococcus neoformans e fungos relacionados que se desenvolvem nas ruínas do reactor derretido da Central Nuclear de Chernobyl podem ser capazes de utilizar a energia de radiação (radiação beta primária) para crescimento radiotrófico.

## Características
Cryptococcus neoformans cresce geralmente na forma de levedura (unicelular) e reproduz-se por gemulação. Sob certas condições, tanto na natureza como no laboratório, C. neoformans pode desenvolver-se como um fungo filamentoso.[carece de fontes?] Quando cultivado como levedura, C. neoformans possui uma cápsula proeminente composta sobretudo por polissacarídeos. Microscopicamente, é utilizada tinta da China para mais fácil visualização da cápsula. As partículas do pigmento da tinta não entram na cápsula que rodeia a célula esférica da levedura, resultando um "halo" em redor das células. Tal permite a identificação facil e rápida de C. neoformans.

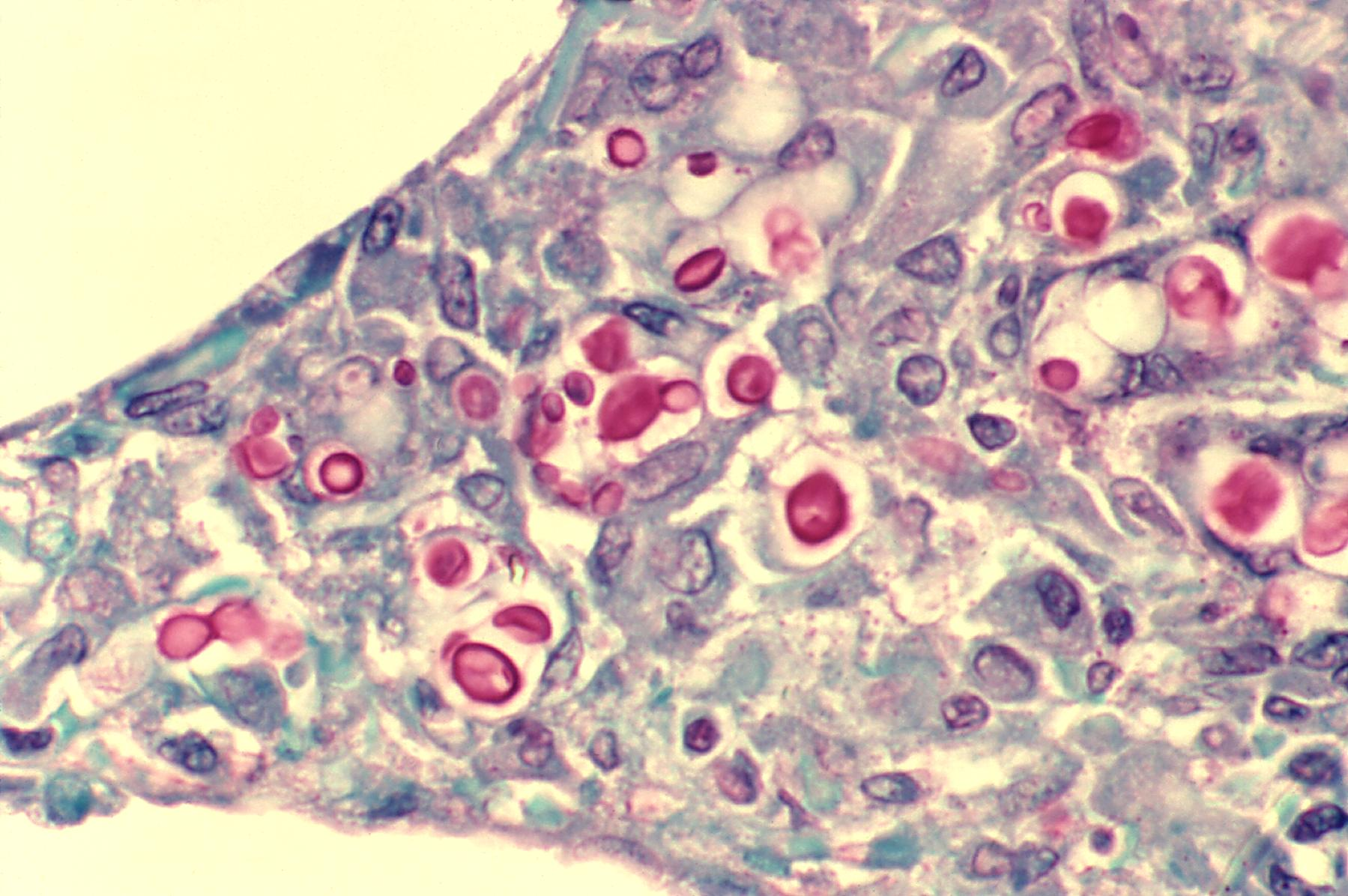
Cryptococcus neoformans visto no pulmão de um paciente com SIDA. A cápsula interior do organismo tem coloração vermelha nesta microfotografia

## Patologia
A infecção por C. neoformans é designada criptococose. A maioria das infecções por C. neoformans ocorrem nos pulmões.[carece de fontes?] Contudo, a meniginte fúngica, especialmente como infecção secundária em pacientes com SIDA, é frequentemente causada por C. neoformans tornando-o um fungo particularmente perigoso. As infecções causadas por este fungo são raras em pessoas com sistemas imunitários totalmente funcionais.[carece de fontes?] Por esta razão, C. neoformans é por vezes descrito como um fungo oportunista.

## Tratamento
A criptococose que não afecta o sistema nervoso central pode ser tratada exclusivamente com fluconazol.
A meningite criptocócica deve ser tratada durante duas semanas com anfotericina B intravenosa( 0.7–1.0 (mg/kg)/dia) e flucitosina oral 100 (mg/kg)/dia (ou flucitosina intravenosa 75 (mg/kg)/dia se o paciente não puder engolir). Este tratamento deve ser seguido da administração oral de 200 mg de fluconazol diariamente durante dez semanas e depois 200 mg diariamente até a contagem de CD4 do paciente ser superior a  100 durante três meses e, se infectado, se a sua carga viral for indetectável.
Ambisome intravenoso (4 (mg/kg)/dia) pode ser usado mas não se revela superior: o seu uso está reservado para pacientes que não toleram a anfotericina B. A dose de 200 (mg/kg)/dia de flucitosina não é mais eficaz, e está associada com maiores efeitos secundários, não devendo ser usada.
Na África, é usado fluconazol via oral a 200 mg/dia. Contudo, tal não resulta na cura do paciente, porque apenas suprime o fungo, não o matando; fungos viáveis podem ser cultivados a partir do líquido cefalorraquidiano de pacientes que tomaram fluconazol durante muitos meses. Um aumento da dose para 400 mg/dia não melhora o resultado, mas dados preliminares do Uganda mostram que doses muito elevadas da ordem dos 1200 mg ou mais diariamente podem ser eficazes. A duração deste tratamento e a dose de manutenção pós-tratamento não é conhecida.